# Société civile professionnelle
Pour les articles homonymes, voir SCP.
La société civile professionnelle (SCP) est, dans le droit des sociétés français, une forme de société créée par au moins deux associés, qui ont décidé d'exercer en commun leur même activité. Une telle société ne peut être constituée qu'entre membres de professions libérales réglementées, notamment les officiers publics et ministériels (par exemple, des notaires, ou des huissiers de justice).
Ce type de société est régi par une loi du 29 novembre 1966 et est soumise au régime de droit commun des articles 1845 et suivants du Code civil.
Quel que soit le montant de sa participation, chaque associé dispose d'une voix pour voter (article 13 de la loi de 1966).
Les associés sont responsables indéfiniment des dettes de la société.
La société civile professionnelle est une société fiscalement transparente. Ce sont les associés qui sont imposés à l'impôt sur le revenu pour la part des bénéfices qui leur est attribuée (option possible pour l'impôt société).
Les associés sont exclusivement des personnes physiques. Il n'y a pas de capital social minimal exigé. 
Tous les types d'apport (numéraire, nature et industrie) sont autorisés. Cependant, les apports en industrie ne concourent pas à la formation du capital social.
Les sociétés civiles professionnelles jouissent de leur personnalité morale à compter de leur inscription au registre du commerce et des sociétés (RCS).
Tous les associés sont gérants de la société sauf stipulation contraire des statuts.